# Miya
Miya（ミヤ）は、日本のジャズフルート奏者、即興演奏家、作曲家である。

## 経歴
日本人の父とイギリス人の母の間に生まれる。小学生の時にリコーダーを手にし、中学時代からフルートを演奏。
1998年、イギリス留学時に、友人が参加するジャズの生演奏を聴き、ジャズに興味を持つ。2004年、洗足学園音楽大学音楽学部ジャズコースを卒業し、プロとして活動を開始。2007年に発表した2枚目のアルバム『Miya’s Book；Music For Seven Days』は、ジャズピアニストの山下洋輔をエグゼクティブプロデューサーに迎えて制作された。
フルート演奏においてはエリック・ドルフィーやジェレミー・スタイグなどから影響を受ける。2006年、作曲を高橋英明に師事。2010年、文化庁新進芸術家海外派遣制度の派遣生としてロンドンに留学。作曲をジョナサン・コール（作曲家、王立音楽大学教授）に師事。以降、ヨーロッパではとくにロンドンを中心に、ヴォルテックス・ジャズクラブやカフェ・オトで演奏するなど、日本以外でも活動している。2012年にはかりゆしバンドとともにインド・西ベンガル地方のバウル（吟遊詩人僧）の祭典「ジョイデブメーラ」にも参加している。

## ディスコグラフィ

### CD
- Globe in motion（2004年・Studio Wee）

水谷浩章プロデュースによるアルバム第一作。
- Miya’s Book（2007年・Studio Wee）

水谷浩章プロデュース、山下洋輔エクゼクティブプロデュースのアルバム第二作。
- Oriental Sun（2009年）

スガダイローをピアノに迎えた、アルバム第三作。

### DVD
- Pink × Blue （2013年・BankART1929）

### 参加作品
- SAKEROCK『YUTA』（CDアルバム・2003年・旧名義で参加・インディペンデントレーベル）
- ASA-CHANG & 巡礼『影の無いヒト』（CDアルバム・2008年・commmons）
- 原田郁子『ケモノと魔法がとびかうツアー 管と弦とバンド！』（DVD・2008年・COLUMBIA）
- Gackt「Stay The Ride Alive」（PV・2010年・映画 仮面ライダー×仮面ライダー W&ディケイド MOVIE大戦2010主題歌・avex）
- 柳原陽一郎『ふたたび』（CDアルバム・2005年・徳間ジャパンコミュニケーションズ）、『いつかウシになる日まで』（DVD・2008年・SWEETS DELI RECORDS）、『「ほんとうの話」』（CDアルバム・2013年・SWEETS DELI RECORDS）

## 書籍
- The Flute Special（2007年・アルソ出版）

ザ・フルート編集部・渥美幸裕 共著。

## 共演
- 水谷浩章（ベース）
- 山下洋輔（ピアノ）
- スガダイロー（ピアノ）

上記をはじめ、ジャズミュージシャンとの演奏は多岐にわたる。
- 柳原陽一郎（シンガーソングライター ex:たま (バンド)）
- スティーブ・ベレスフォード（英語版）（音楽家・イギリス）
- テリー・デイ（即興演奏家・イギリス）
- ウォルフガング・ギオグスドーフ（ドイツ語版）（芸術家・ドイツ）

ほか、日本国内外の音楽家、また美術など音楽分野以外のアーティストとも共演する。